# Rauvolfia leptophylla
Rauvolfia leptophylla är en oleanderväxtart som beskrevs av Aragula Sathyanarayana Rao. Rauvolfia leptophylla ingår i släktet Rauvolfia och familjen oleanderväxter. Utöver nominatformen finns också underarten R. l. orientalis.